# Петро Пастух
Петро Пастух (22 листопада 1908, Лисівці — 28 червня 1941, Тернопіль) — український греко-католицький священник, жертва радянських репресій. Слуга Божий.

## Життєпис
Петро Пастух народився 22 листопада 1908 року в с. Лисівці Заліщицького повіту (нині Заліщицький район Тернопільської області) у сім'ї Василя та його дружини Марії з дому Шестопалько. Крім сина Петра, сім'я виховала ще двох синів — Івана та Ярослава. Навчався у народній школі в рідному селі, Чортківській гімназії імені Маркіяна Шашкевича (1923—1926) та Тернопільській українській гімназії (1927—1929), де в травні 1929 року склав іспит зрілості. Восени 1929 року вступив до Львівської духовної семінарії і розпочав навчання у Львівській богословській академії, яку закінчив у 1934 році. 22 січня 1935 року одружився з Ярославою-Володимирою Лозинською, дочкою пароха Лисівців о. Віктора Лозинського. Виховували двох дочок — Галину (1937 р. н.) і Віру (1940 р. н.). Священичі свячення отримав 15 лютого 1936 року з рук єпископа-помічника Львівської архієпархії Івана Бучка.
Після висвячення першою і останньою парафією о. Петра Пастуха було село Куропатники Бережанського повіту, де він виконував обов'язки адміністратора. За його старанням у селі була збудована церква Введення в храм Пресвятої Богородиці, освячена в травні 1937 року єпископом Іваном Бучком. Того ж дня владика Бучко у новозбудованому храмі охрестив першу новонароджену в парафії дочку о. Петра Пастуха Галину. Окрім душпастирських обов'язків, активно сприяв розвитку читальні «Просвіти» та драматичного гуртка, що діяв при ній, хору. При церкві діяли Український католицький союз та Марійська Дружина.
З приходом радянської влади у вересні 1939 року о. Петро Пастух потрапив у поле зору НКВС, його душпастирську діяльність почали усіляко обмежувати. 23 грудня 1940 року заарештований Бережанським РВ НКВС і засуджений 4 квітня 1941 року Тернопільським обласним судом до 10 років позбавлення волі у виправно-трудовому таборі. Перед приходом німців 28 червня 1941 року був розстріляний у Тернопільській тюрмі і похований у спільній могилі жертв більшовизму на міському кладовищі, що знаходиться на вул. Микулинецькій.
Реабілітований 11 серпня 1992 року.

### Беатифікаційний процес

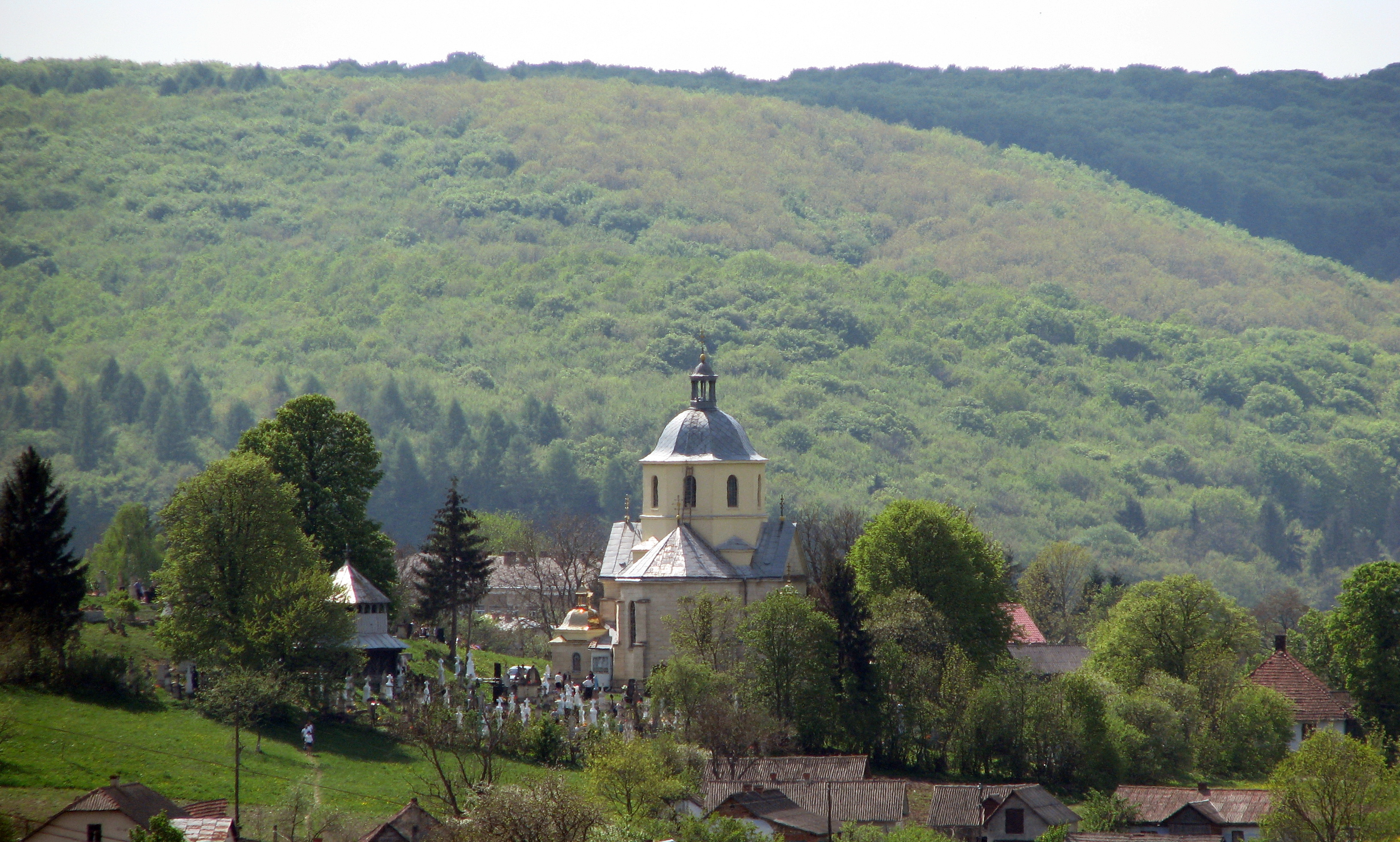
Церква Введення в храм Пресвятої Богородиці в Куропатниках, збудована за стараннями о. Петра Пастуха

Від 2001 року триває беатифікаційний процес прилучення о. Петра Пастуха до лику блаженних.